# Coeruleoglaucytes
Coeruleoglaucytes is een kevergeslacht uit de familie van de boktorren (Cerambycidae). De wetenschappelijke naam van het geslacht werd voor het eerst geldig gepubliceerd in 1968 door Breuning & Villiers.

## Soorten
Coeruleoglaucytes is monotypisch en omvat slechts de volgende soort:
- Coeruleoglaucytes coeruleata (Fairmaire, 1899)